# Carc
Carc is de naam van een raaf die voorkomt in werken J.R.R. Tolkien.
Carc en zijn vrouw nestten boven de wachttoren bij Erebor, de Eenzame Berg, in de tijd van koning Thrór. De heuvel werd daarom Ravenheuvel genoemd en komt onder deze naam ook voor in De Hobbit. De Dwergen en Bilbo Balings treffen hier de dan al bejaarde zoon van Carc: Roäc, die hun boodschapper wordt rond de ontknoping van het boek.